# Holmtjärnen (Undersåkers socken, Jämtland, 702237-138312)
Holmtjärnen är en sjö i Åre kommun i Jämtland och ingår i Indalsälvens huvudavrinningsområde. Sjön har en area på 0,273 kvadratkilometer och ligger 518,2 meter över havet.

## Delavrinningsområde
Holmtjärnen ingår i det delavrinningsområde (702231-138184) som SMHI kallar för Mynnar i Liten. Medelhöjden är 504 meter över havet och ytan är 22,7 kvadratkilometer. Räknas de 4 avrinningsområdena uppströms in blir den ackumulerade arean 72,49 kvadratkilometer. Gulån som avvattnar avrinningsområdet har biflödesordning 2, vilket innebär att vattnet flödar genom totalt 2 vattendrag innan det når havet efter 290 kilometer. Avrinningsområdet består mestadels av skog (86 procent). Avrinningsområdet har 1,51 kvadratkilometer vattenytor vilket ger det en sjöprocent på 6,6 procent.